# Sesenta y dos
número natural que sigue al sesenta y uno y precede al sesenta y tres.

## Propiedades matemáticas
- Es un número compuesto, que tiene los siguientes factores propios: 1, 2 y 31. Como la suma de sus factores es 34 < 62, se trata de un número defectivo.

## Características
- Es el número atómico del samario (Sm), un lantánido.
- Es el código telefónico internacional de Indonesia.

- Datos: Q593966
- Multimedia: 62 (number) / Q593966